# 8457 Billgolisch
8457 Billgolisch è un asteroide della fascia principale. Scoperto nel 1981, presenta un'orbita caratterizzata da un semiasse maggiore pari a 2,6361339 UA e da un'eccentricità di 0,1647482, inclinata di 3,86538° rispetto all'eclittica.